# 約翰斯山
約翰斯山（英語：Mount Johns），是南極洲的山峰，位於埃爾斯沃思地，處於赫里蒂奇嶺以西93公里，屬於埃爾斯沃思山脈的一部分，在1958年1月27日由美國探險隊發現，現時由南極條約體系管理。